# 황해청년선
황해청년선(黃海靑年線)은 조선민주주의인민공화국의 철도 노선으로서 사리원청년역과 해주청년역을 연결한다. 이 노선은 과거에 황해선(黃海線) 상해역~해주항역 구간, 신원역~하성역 구간, 토해선(토성역~취야역 구간)에 속해 있었다.

## 노선 정보
- 구간과 거리 : 사리원청년역~해주청년역(거리는 대략 75km~80km)
- 역 수 : 13개(양단역 포함)
- 궤도 간격 : 1435mm(표준궤)
- 전철화 구간 : 전 구간(직류 3000V)
- 복선 구간 : 없음

## 연혁

### 조선철도 황해선 상해역~해주항역 구간
- 1919년 5월 20일 : 상해역~석탄역 구간 개통, 이 구간은 후일 폐쇄됨
- 1924년 9월 1일 : 석탄역~미력역 구간 개통, 이 구간은 후일 폐쇄됨
- 1925년 9월 1일 : 미력역~신원역 구간 개통, 이 구간은 후일 폐쇄됨
- 1929년 11월 12일 : 신원역~학현역 구간 개통
- 1931년 11월 12일 : 학현역~해주항역 구간 개통
- 1934년 5월 11일 : 동포역 개업, 이후 왕신역으로 역명이 변경됨
- 1944년 4월 1일 : 이 구간은 조선총독부 철도 소속으로 전환되고 노선명은 '사해선'(沙海線)으로 변경됨(상해역은 삼강역으로, 해주항역은 해주부두역으로 역명이 각각 변경되었음)[1]

### 조선철도 황해선 화산역~내토역 구간
- 1919년 5월 20일: 화산역—내토역 구간(2.1km) 개통. 이 구간은 후일 폐쇄됨. (분기역인 화산역은 사해선의 석탄-미력 사이에 있는 역)
- 1944년 4월 1일: 이 구간은 조선총독부 철도 소속으로 전환되고 노선명은 '내토선'(內土線)으로 변경됨.[1]

### 조선철도 황해선 신원역~하성역 구간
- 1925년 9월 1일 : 신원역~하성역 구간(5.6km) 개통
- 1935년 8월 11일 : 신덕역 개업[2]
- 1944년 4월 1일 : 이 구간은 조선총독부 철도 소속으로 전환되고 노선명은 '하성선'(下聖線)으로 변경됨[1]
- 1944년 10월 1일 : 황해본선의 개통에 따라서 기존의 하성역은 '구하성역'(舊下聖驛)으로 개명됨[3]

### 조선총독부철도 황해본선
- 1944년 10월 1일 : 사리원역과 하성역 구간(41.7km)을 표준궤로 개통함[3]

### 조선민주주의인민공화국 수립 이후
- 1958년 : 사리원 - 해주 - 해주항간 표준궤로 개궤 완료

## 역목록
| 역명       | 로마자 역명        | 한자 역명  | 접속 노선 |
| ---------- | ------------------ | ---------- | --------- |
| 사리원청년 | Sariwŏn Ch'ŏngnyŏn | 沙里院靑年 | 평부선    |
| 송산       | Songsan            | 松山       |           |
| 은파       | Ŭnp'a              | 銀波       | 은률선    |
| 묵천       | Mukch'ŏn           | 墨川       |           |
| 어사       | Ŏsa                | 御史       |           |
| 운양       | Unyang             | 雲陽       |           |
| 하성       | Hasŏng             | 下成       |           |
| 신원       | Sinwŏn             | 新院       |           |
| 칠만산     | Ch'ilmansan        | 七萬山     |           |
| 염탄       | Yŏmt'an            | 鹽灘       |           |
| 신주막     | Sinjumak           | 新酒幕     |           |
| 학현       | Hakhyŏn            | 鶴峴       |           |
| 장방       | Changbang          | 長芳       | 배천선    |
| 해주청년   | Haeju Ch'ŏngnyŏn   | 海州靑年   | 옹진선    |

### 황해본선
다음의 역목록은 1944년 당시를 기준으로 한다.
| 역이름         | 현재의 역이름          | 영업거리 (km) | 접속노선              | 소재지 (1944년 당시) | 소재지 (1944년 당시) |
| -------------- | ---------------------- | ------------- | --------------------- | -------------------- | -------------------- |
| 사리원(沙里院) | 사리원청년(沙里院靑年) | 0.0           | 경의선(평부선) 장연선 | 황해도               | 봉산군               |
| 은파(銀波)     |                        | 13.6          |                       | 황해도               | 봉산군               |
| 하성(下聖)     |                        | 41.7          |                       | 황해도               | 재령군               |

### 하성선(신원역~하성역)
다음의 역목록은 1944년 당시를 기준으로 한다.
| 역이름         | 영업거리 (km) | 접속노선 | 소재지 (1944년 당시) |
| -------------- | ------------- | -------- | -------------------- |
| 신원(新院)     | 0.0           | 사해선   | 황해도 재령군        |
| 신덕(新德)     | 3.5           |          | 황해도 재령군        |
| 구하성(舊下聖) | 5.5           |          | 황해도 재령군        |

## 같이 보기
- 황해선